# Dual fluid reactor
De Dual Fluid Reactor (DFR) is een reactorconcept van een particulier Duits onderzoeksinstituut, het Institut für Festkörper-Kernphysik (IFK). Door de voordelen van de gesmolten-zout-reactor te combineren met die van de met vloeibaar metaal gekoelde reactor, zou het moeten voldoen aan de criteria voor de vierde generatie kernreactoren. De brandstof een gesmolten oplossing van actinide chloride zouten, terwijl de koeling plaatsvindt door gesmolten lood in een aparte lijn. Als snelle kweekreactor kan de DFR zowel natuurlijk uranium als thorium gebruiken om splijtbaar materiaal te kweken en om hoogwaardig afval en plutonium te recyclen. Door het hoge warmtegeleidingsvermogen van het gesmolten metaal is de DFR een inherent veilige reactor (de vervalwarmte kan passief worden afgevoerd).
Als de reactor werkt zoals bedoeld, zou de U-238 van een verbruikt splijtstofelement van een LWR (ongeveer 1 ton) volledig kunnen worden opgelost in Cl-zout, inclusief de problematische langlevende transuranische delen. Volledige kweek en splitsing kunnen een thermische DFR van 1 GW ongeveer 2,5 jaar lang aandrijven. Na die tijd zou het element volledig worden omgezet in splijtingsproducten en zou de behoefte aan opslag in een definitieve depot voor kernafval worden teruggebracht van 1 miljoen tot ongeveer 300 jaar.
Het reactorontwerp won de publieke stemming voor de Galileo-kennisprijs bij de Duitse GreenTec Awards van 2013, maar het prijscomité dat de prijzen voorzat, veranderde de regels om alle nucleaire ontwerpen uit te sluiten voordat de winnaar werd bekendgemaakt. De DFR-deelnemers hebben daarop met succes een proces aangespannen.
Een conceptuele voorganger van de DFR was de in de jaren 70 van de Verenigde Staten met lood gekoelde snelle spectrum MSR (MSFR), die een ontwerptraject onderging inclusief de splijtbare brandstof die eveneens was opgelost in een gesmolten chloridezout, met experimenteel werk ondernomen in de periode 1968-73. De financiering stopte in 1974.